# 萤火虫之墓
《螢火蟲之墓》（日语：火垂るの墓）是一部由吉卜力工作室與德间书店製作，高畑勳執導，於1988年4月16日首映的日本動畫電影。該電影劇情根據野坂昭如於1967年的同名半自傳小說所改編。同日上映的还有宮崎駿執導的電影《龙猫》。
這部電影由辰巳努、白石綾乃、志乃原良子和山口朱美主演，以第二次世界大戰期間的日本神戶市為背景，講述了出身自軍人家庭的清太和節子兩兄妹，在1945年的最後幾個月中為了生存而從經歷的絕望故事。《螢火蟲之墓》在院線上映廣受好評，被評為有史以來最偉大的戰爭電影之一，且公認為日本動畫的代表性作品。

## 概要
這部動畫作品與原作小說情節大致相同，但部分設定有些差異。影片一開始展示清太的逝世過程，接著以變成幽靈的清太旁白呈現。然後以倒敘手法將故事追溯到神戶大空襲期間，並自此開始回溯至清太於車站內的餓斃原作情節。儘管大部分結構忠於原著，但後半部分的製作有些不同，尤其是對於節子過世的場面的描寫（原著中節子是在清太游泳時已經過世）。還有，片首則由現代的三宮車站切換到過去的三宮車站，最後鏡頭連接到現代神戶市街景的場景都是動畫原創的。故事講述了成為幽靈的清太反覆觀看自己在現代死去前的數月，這一點在片首就被細緻地計算並呈現出來。
此外，登場人物的對話由使用近畿方言的本土演員和聲優來演繹。一些現今幾乎不再使用的古老表達方式，例如「キイキ悪い」（感覺不舒服，指身體不適）、「（二本松の）ねき」（旁、附近之意）仍然保留了原作小說中的用法。然而，這裡的用語更接近大阪方言，而非所謂的神戶方言。
在當時的公開時期，日本的動畫以科幻奇幻題材非常受歡迎，《螢火蟲之墓》因其獨特的企劃「描繪戰時日本的真實故事，基於文學原作」而顯得非常異質。這部作品的紀錄片式還原源自對資料的深入研究，在之前的動畫作品中幾乎是罕見的。一般，動畫常常是通過連接短暫的創作所呈現出來畫面，但《螢火蟲之墓》中有幾個場景的持續時間超過30秒，尤其是節子的離世場景長達52秒。

## 劇情概述
故事起始時間點發生於昭和20年（1945年）9月21日深夜，神戶市三之宮站，15歲衣衫襤褸的清太被清潔員工發現坐在柱旁一角餓斃，而清太赤色的靈魂在遠處目視著；員工在其身上尋找有否值錢之物，然而發現身旁有個水果糖鐵罐，覺得沒用便使勁拋到旁邊草叢，當水果糖鐵罐裡面的節子骨灰撒出後，在螢火蟲之光的引領下，節子的靈魂現身，清太撿起草叢中的水果糖罐，故事亦由此開始，兄妹兩人登上了列車，遙望著遠處城市在戰火映下的紅光，引領觀眾回到兄妹逝世的幾個月前的時光。
時值第二次世界大戰太平洋戰爭末期，當海軍大尉（上尉）軍官的父親於1944年10月雷伊泰灣海戰前再被徵召入伍後。由於為軍人家庭，家境原本十分富裕；但也因為這個緣故，開始改變清太家的命運。當1945年6月5日盟軍反攻日本，以B-29轟炸機於神戶連番轟炸後，清太家也不能倖免，患有心臟病的母親走避不及被嚴重炸傷至死，遺下一隻玉戒，幾套和服和近7000圓的銀行存款。
此後清太兄妹倆便投靠西宮親戚家，阿姨因清太一家身為海軍家庭給與厚待，後因戰時物資短缺、配給不定，只好被迫把清太母親的和服和玉戒換作米糧，將和服視之如母之回憶的節子，在想得知後，嚎啕大哭，清太只得按捺著節子與自己的悲傷，寄人籬下也無可奈何。門外的清太靈魂亦不忍聽到並回想過去櫻光飄下的家庭…。之後阿姨覺得清太在家游手好閒不為國家付出工作，對清太兄妹態度冷淡，雙方關係逐漸變得惡劣。清太與節子只好搬到近郊湖畔的防空洞開展「新生活」，掙扎求存。
一晚，清太找來小壺滿載螢火蟲與節子在洞內共享，螢光猶如軍艦燈光，清太回想著1940年的紀元2600年帝國海軍觀艦式並哼着《軍艦行進曲》……翌日螢火蟲死掉，節子為牠們立墓以念母親和螢火蟲，勾起清太的淚水。
隨著物資越見短缺，兩人不願回頭依靠親戚，又不願打工，故開始做起偷竊農地糧食的犯罪行為。兩個孩子在沒有大人的照顧下，又生活在防空洞的環境髒亂，節子開始出現營養不良與長滿濕疹等症狀，日漸消瘦並多次暈倒在外，清太乞求施捨無效仍繼續到農地偷竊以果腹，但有一次晚間偷竊未果被打至傷勢嚴重，故清太轉而冒轟炸之危險進村偷竊。在戰亂之中，現實所迫，反而讓人的人格和價值觀開始扭曲。直至某日，清太到銀行取款時得知日本戰敗投降的消息，驚覺父親已陣亡；回到防空洞後，他發覺此時的節子已經虛弱到神智不清晰，躺著以石頭與彈珠為食，儘管清太趕緊把買來的西瓜切開餵給節子及握在節子手上，節子向哥哥微弱的道「好吃」、「哥哥謝謝你」後，清太向節子道「去煮雞蛋粥」，卻沒想到，那是最後一眼看節子了。
清太回洞路上聽到鄰家唱盤響起《Home, sweet Home》一曲，再次墮入昔日與節子度過的純真生活。
清太把節子的骨灰放進身旁水果糖罐中，最後因為身體虛弱，餓死在車站旁。

## 登場人物
清太
這部作品的主角。一名14歲的少年（舊制初中3年級）。
在劇中，清太在神戶大空襲後失去了住家及母親，由於就讀的神戶市立中學和学徒出阵的神戶製鋼所遭到空襲，全被焚燒。他只能帶著年幼的妹妹前往西宮的遠戚家，居住。續因不耐在遠親家被數落的日子，便與妹妹一同離開搬離到河岸旁的防空洞生活。
在得知節子生病後，所以「必須做點什麼」的想法來，故開始為了生存而進行偷竊農地糧食的犯罪行為。然而在節子因營養不良死去後，1945年9月21日晚上，清太因營養不良在三之宮站去世。裝有節子遺骨的錫盒被車站工作人員丟棄。
在動畫中臨死前，即使精神狀態與意識相當衰弱，但仍然在想著節子。當節子死後進行火葬儀式時，特意刻畫其面無表情的心情，描繪了清太人性的消失。
在原著小說中，清太在死後的次日夜晚與「其他二、三十個無家可歸的戰爭孤兒的屍體」一起在「布引之上的寺廟」上火葬，成為了無名之人的納骨堂中一員。
節子
年齡4歲、清太的妹妹。在神戶大空襲後失去了住家及母親，跟哥哥清太前往遠親家居住。
記得母親的話語和穿的和服，由於被清太被欺騙說母親住院，他並不知道母親已經去世，直到中間才從叔母那裡得知事實。隨後與哥哥搬離到防空洞生活後，由於長期營養不良導致身體衰弱，身上長出汗疹和疥癬，頭髮上有虱子，還連續幾天腹瀉。受這些影響，她的眼神漸漸呆滯，視力模糊，臨死前，她幾乎聽不懂清太的話。在那時，她甚至把彈珠當成糖果舔，將石頭當成飯來誤解，顯示思考力已經大幅下降。最終在吃了西瓜後就再也沒有醒來，他的遺體連同清太珍惜的玩偶、錢包等一起火葬，骨灰被放入了錫盒中。
清太的母親
一名有心臟病的婦人，是一個性情溫和、優雅美麗的好人
在兄妹試圖先行前往防空壕的時候，她在空襲中受災，全身嚴重燒傷。大部分身體都被紗布包裹著，手臂上的一部分被燒傷並長滿了蛆，清太趕到時她已經昏迷不醒，最終離世。
在動畫版中，清太一到阿姨家就將裝有母親遺體的骨灰盒藏在花園裡，此後該骨灰盒則被兄妹兩人帶至河岸旁的防空洞。
在原作小說中，他把母親的遺骨藏在櫃子上的隔層中，然後中途告訴節子母親已經去世，遺骨已經葬在布引町附近的春日野墓地，然而實際上遺骨實際仍存在防空壕內。故事中提及的清太的7000日元存款是「預防萬一的情況而存入銀行」的應急方案。
清太的父親
海軍少佐（少校）（1940年時為大尉）。由於正在參與戰爭，僅出現在劇中的照片和回憶中。
在動畫版中，清太提到節子出生前曾見過1940年的紀元二千六百年特別觀艦式，並說父親當時乘坐著摩耶號重巡洋艦，根據袖章顯示他是大尉。不過，清太的回憶或想像是否與節子所聽到的相符在故事中並不明確。清太曾向父親寫了一封信，但聯繫不上，但在戰後，他才從市民口中得知父親乘坐的摩耶號重巡洋艦已經於雷伊泰灣海戰中在菲律賓被美軍擊沉的消息。
清太的阿姨
住在西宮（在原著小說中被寫為西宮郊區的滿地谷）。暫時接管清太和節子的父方親戚。
起初，他與清太和節子的交流仍為展順利，但漸漸地，隨著糧食形勢也日益嚴峻。他的態度逐漸冷淡，彼此之間經常開始爭吵。根據清太提及，他們本來有約定要在阿姨家照顧彼此，而從阿姨的言行中也可以推測出，母親原本也計劃疏散到阿姨的家中。原作中記載他們彼此約定，如果因空襲而家被燒毀就互相寄宿，然而清太和節子選擇自行離開，阿姨並未採取直接趕走他們的行為，但她也沒有挽留，讓清太和節子感到相當尷尬。
在原作小說中，她被稱為「小母さん」，性格比動畫中更加嚴厲，被描繪成對兄妹兩人苛刻對待的人物，他經常被稱為「未亡人」。是清太的「父親的遠房表親」（四年前與母親一同到滿地谷探望父親的遠房表親結婚候選者時，也曾遠遠眺望過未亡人的家。不過在原作小說中「未亡人」指的並不是遠房表親的妻子）。雖然也有「更近的親戚」住在神戶，但空襲後便無法聯絡上。
清太阿姨的女兒
在學的女學生，樣子端莊清純，編著三股辮子的少女。她送下駄給節子作為禮物。
當阿姨在盛裝雜炊時，卻只給清太和節子一點點湯汁時，她曾露出較為尷尬的表情。
清太阿姨家的住宿人
阿姨家的下宿生，一位學生，戴著眼鏡，看起來很認真的年輕人。在劇中並未提及他的名字。
看著清太和節子在院子裡煮飯，他曾表現出同情的樣子，但由於是下宿生的身份，並未積極地擁護他們。從叔母的對話中可以了解他熱心參加勞動奉獻活動的樣子。
在原作小說中，「未亡人」的家中除了有女兒外，還有就讀商船學校的兒子幸彦，以及在神戶關稅局工作的下宿生。下宿生對於暗中供應食品的管道很熟悉，經常帶來罐頭等食品，試圖吸引叔母的女兒的注意。

### 其他角色
照顧節子的大姐姐
具體關係不明，但似乎與清太一家結識已久。在故事前半段的空襲後，他在國民學校與清太、節子重逢。並告訴清太他的的母親在避難時受傷被送到學校。並在清太見母親的期間陪伴著節子，他非常關心兄妹倆，說如果有什麼能幫上忙的，請告訴他。
四名小學生
在清太和節子開始在防空洞生活的幾天後，他們在遊玩時偶然到防空洞裡來。他們看著防空洞外的日用品等，得知有人在這裡生活。在看到螢火蟲的屍體被埋在小墓穴裡，以及貧瘠的食材後，他們嘲笑了一番後便離去。
貸出手推車的叔伯
農夫，在某天清太需要手推車來運送很多東西時借給了他。平時他只種植自己吃的農作物。後來，當清太要求與他分享一些食物時，他建議清太回叔母家吃飯。
抓捕清太的男人
與上面提到的手推車的叔伯不同的農夫。幾天前，他發現他的農作物包括自己的田地都被人偷走了，某天晚上他發現清太在偷蔬菜。因為在戰時期間，偷竊農作物被視為重罪，所以他對清太使用了暴力後將他送到了警察局，但警察指出對未成年人使用過度的暴力，於是他馬上離去。
警察官
在農夫對發現清太偷竊後使用暴力時，清太被送到了警察局。這位警察對受了農夫的暴行而受傷的清太表示關心，對農夫的過度暴力進行了譴責。
醫生
在故事的結尾，清太帶著虛弱的節子來到醫院，醫生對節子進行檢查。醫生告訴陪同前來的清太，節子的狀況是因營養不良而虛弱，並建議給他補充營養。
銀行的三名顧客
當清太前來銀行取出母親的存款時，遇到這三位叔伯。其中兩人正在談論日本無條件投降給美國的事情，而清太並不知道日本已經戰敗，於是上前問話。接著另一位叔伯加入了對話，告訴清太連合艦隊早已遭受攻擊並沉沒的消息。
給炭的叔伯
因節子的火葬需要炭，清太得到了一石的炭和如何點火的教導。

### 配音員
| 角色名             | 配音員 | 配音員 | 配音員            | 配音員            |
| 角色名             | 日本 | 台灣   | 香港 (安樂上映版) | 香港 (洲立2015版) |
| ------------------ | --- | ------ | ----------------- | ----------------- |
| 清太               | 辰巳努 | 何志威 | 謝月美            | 周恩恩            |
| 節子               | 白石綾乃 | 林美秀 | 袁淑珍            | 陳穎琪            |
| 清太的母親         | 志乃原良子 | 詹雅菁 |                   |                   |
| 清太的阿姨         | 山口朱美 | 錢欣郁 |                   | 簡月明            |
| 清太阿姨的女兒     | 野崎佳積 | 詹雅菁 |                   |                   |
| 清太阿姨家的住宿人 | 金竹雅浩 |        |                   |                   |
| 回生病院護士       | 關田美香 |        |                   |                   |
| 照顧節子的大姐姐   | 酒井雅代 | 詹雅菁 |                   |                   |
| 大林町會長         | 端田宏三 |        |                   |                   |
| 吾作               | 松岡與志雄 |        |                   |                   |
| 巡查               | 柳川清 |        |                   |                   |
| 抓捕清太的男人     | 真木一 |        |                   |                   |
| 車站人員           | 照久 |        |                   |                   |
| 車站人員、醫生     | 傳法三千雄 | 曹冀魯 |                   |                   |
| 拿著釣具的孩童們   | 上野真紀夫 嶋谷隆司 松本淳 竹岡和彦 平松豊和 真田隆次 |        |                   |                   |
| 銀行裡的人們       | 表淳夫 田中弘史 玉生司朗 鰺坂貴代美 |        |                   |                   |
| 其它               | 邦保 加治春雄 安満敏子 隈本晃俊 小林誠 澤田憲一 國分郁男 房本佳長 横山祐介 中山鐵朗 谷本幸士郎 守屋真人 藤田尚樹 伴鐵 城野正富美 黒川裕子 木下真喜子 行原千酷 川口真由美 松田春子 森脇京子 中村正 宮本毬子 上田恵子 | 曹冀魯 | 黃子敬 源家祥     |                   |

香港於1989年7月22日以粵語配音在各戲院上映，至接近重光紀念日落畫。其後再於1992年和1997年分別於無綫電視和亞洲電視再次播出，而最近期的則為無綫電視J2台為悼念高畑勳而於2018年4月29日重播此電影。

## 製作

### 制作契机

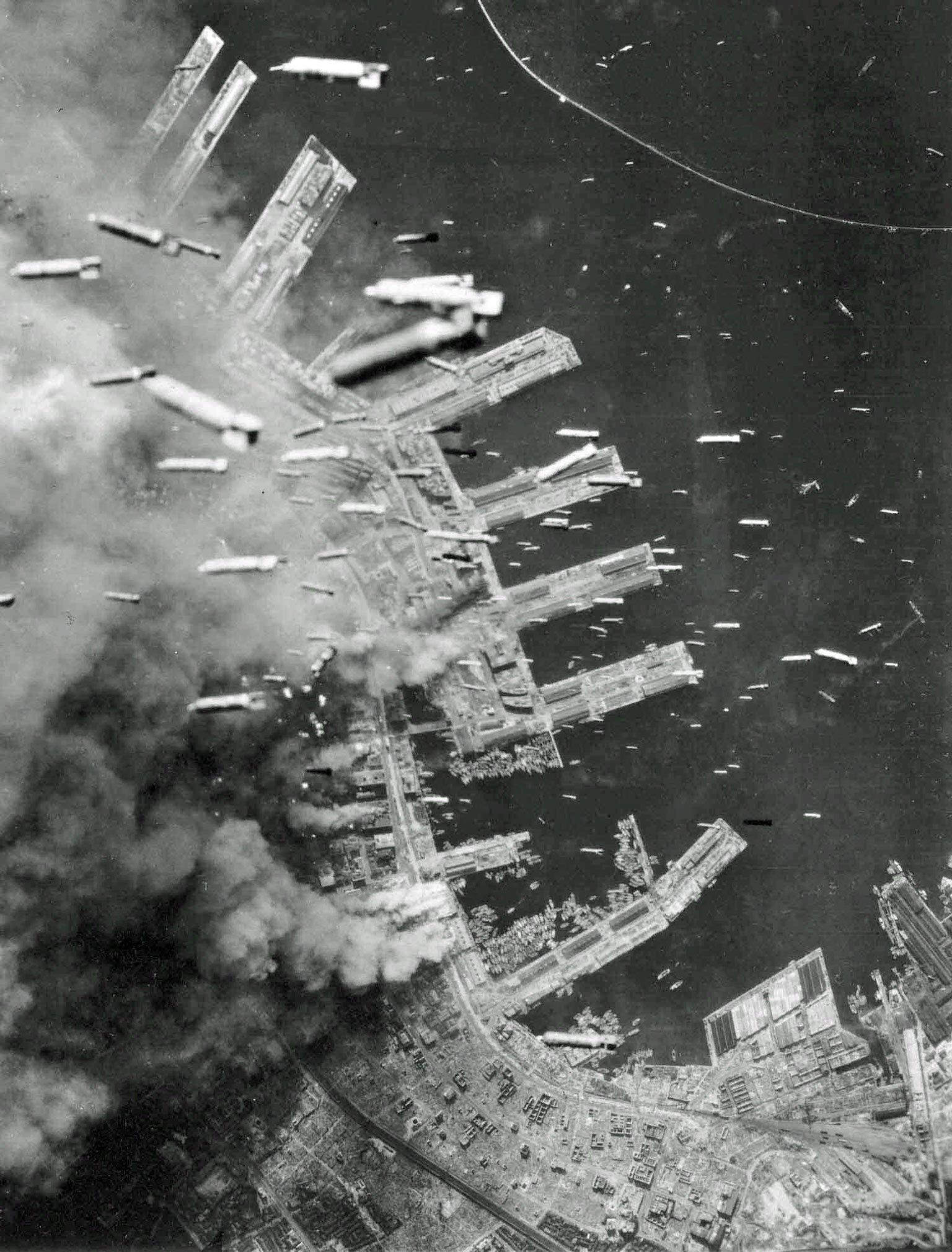
神戶大空襲為《螢火蟲之墓》的主要背景。

《螢火蟲之墓》於1988年上映，與宮崎駿導演的作品《龍貓》同時上映。最初《龍貓》計劃為約60分鐘的中篇電影，但因單獨上映遇到了困難。於是，鈴木敏夫提出了兩部電影同時上映的想法，並確定了由高畑勲導演的《螢火蟲之墓》的計劃。這兩部動畫電影代表了當時日本動畫界的兩大巨頭。兩部作品的風格、故事情節，甚至印象都完全相反，卻讓觀眾可以一同欣賞這兩部電影。由於製作進度的耽誤使兩部作品最終加長，並以長篇雙片的形式上映。並代表了動畫界的兩大巨頭，在風格、故事情節，甚至印象上截然不同的代表作，
然而，由於兩部電影的主題都被認為相對冷門，而東寶的宣傳部門對其態度也相對消極，高畑和宮崎兩位導演在當時的知名度也不算高。再加上公映日期恰逢春假之後的過渡期，導致發行收入只有5.9億日元，增長乏力。然而，《螢火蟲之墓》在上映後仍然獲得論家們的好評，甚至進入《電影旬報》評選的日本電影十佳獎中，排名第六名。
根據鈴木敏夫與新潮社職員初見國興的對話內容，初見國興轉述了新潮社社長佐藤亮一的想法：希望公司不僅限於出版圖書，還能發行不同形式的文藝作品，包括動畫。於是鈴木敏夫提議將新潮社旗下的「新潮文庫」系列再版的小說《螢火蟲之墓》改編成動畫。當時，鈴木先前曾嘗試向德間書店高層推銷宮崎駿多年構思的企劃《龍貓》，但未成功。因此，他順勢想到讓高畑勳擔任《螢火蟲之墓》動畫的導演，希望藉此創造「高畑勳+宮崎駿兩位導演同時製作動畫」的話題。雖然《螢火蟲之墓》改編動畫一開始並未受到看好，但鈴木後來親自會見社長佐藤，請求他全力支持這個企劃。接著，他讓佐藤透過德間書店社長德間康快獲取一些建議，並讓《螢火蟲之墓》成為新潮社創立以來第一部推出的動畫。
隨後，《螢火蟲之墓》和《龍貓》在同一時期由吉卜力工作室負責製作。這是東映動畫之後首次同時製作兩部長篇作品，高畑與宮崎僅信任少數主要工作人員（動畫師），導致製作團隊的人力分配成為令製作方苦惱的問題。特別是作畫監督近藤喜文的處理成為問題所在。最終，宮崎方面主要由新加入的工作人員領導製作，而高畑方面則聚集了熟悉的資深人員，包括作畫監督近藤和美術監山本二三。高畑回憶說，能夠獲得近藤的加入，是在人才方面的「首要且絕對的任務」，至於其他成員，他並未積極招攬。
起初，這兩部作品都計劃長約60分鐘，但由於高畑的《螢火蟲之墓》時間變長，為了競爭，宮崎的《龍貓》也延長了，最終兩部長篇電影都變成了90分鐘，以長篇雙片的形式上映。然而，由於製作進度的落後，新潮社首次推出的《螢火蟲之墓》是在延期的情況下上映。其中製作團隊並未完成電影的彩色部分，包括劇中清太偷取蔬菜的場景，仍是未繪製完成的狀態。高畑與百瀨義行一同討論了一個方案，試圖在不大幅削減的情況下讓觀眾能夠接受未完成的部分。他們選擇在1988年4月公映時，將清太被捕的場景等部分以未上色的黑白和線稿的方式呈現，這是一種「勉強策略」。這些部分將在公映後繼續製作，後來被更換為完整的彩色版本。
據鈴木所說，當得知公映時間已不夠時，高畑建議在片頭加上解釋未完成原因的說明，就像保羅·格里莫的未完成電影《国王与小鸟》一樣，但鈴木拒絕了這個建議。不過在高畑透露仍有兩個未上色的部分後，最終鈴木同意以這種方式進行公映。這次未完成的公映事件給高畑勳帶來了極大困擾，並因以上發生過的情況而有放棄擔任動畫導演的念頭，直至在宮崎駿的遊說建議下才再度接手並擔任《兒時的點點滴滴》的導演。
此外，根據德間書店社長德間康快的要求，參與發售野坂昭如原作小說文庫版的新潮社成為《螢火蟲之墓》的投資方和製作方後。使《螢火蟲之墓》電影成為新潮社首次參與媒體混合製作的案例。因此，吉卜力工作室並不持有原作的出版權和著作權，這些權利分別由新潮社和野坂持有和管理。影音製品，包括影碟和LD並不是由德間系列公司發行，而是由NBC環球娛樂發行。後來發行的DVD也是例外，屬於华纳兄弟處理
自2020年起由於版權問題，這部作品也是吉卜力作品中唯一在Netflix（除美國和日本以外的全球約191個國家）和華納媒體旗下的Max（美國）上未被列入定額串流媒體服務的作品。2024年9月16日，Netflix於釐清版權後正式將《螢火蟲之墓》加入線上串流目錄，並於翌年（2025年）由同為《龍族前傳》擔任藝術指導的Jean-Marc Pannetier主持團隊，為媒體平台製作了新版的法語配音。

### 高畑勳的自評

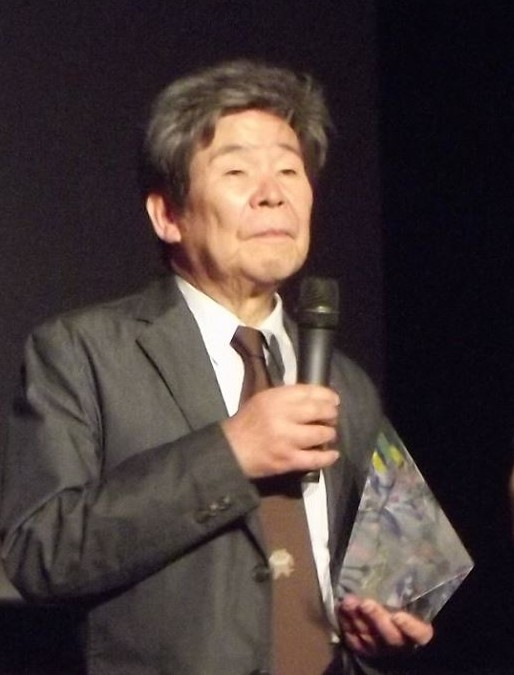
高畑勳，本作導演

高畑勳多次強調，《螢火蟲之墓》並非一部訴求反戰意識的電影，並表示：「這部動畫與『訴求反戰』這件事完全沒有任何關係，作品裡頭的任何一幕一景也完全沒有刻意去傳遞反戰思想的意思。」並進一步解釋，這部作品並非單純描繪戰爭犧牲者的故事，而是呈現生活在戰時的普通孩子所經歷的悲劇。。學者叶精二表示，高畑的意圖為「在這部電影中，戰爭是無法阻止的。如果要透過電影傳達反戰的訴求，就必須讓觀眾思考『在開戰前應該做些什麼』，並鼓勵他們採取行動。」高畑將這部電影視為內心的心靈寄託，並表示「如果要表現戰爭的悲慘，應該更加激烈才對」。然而，儘管具有強烈的意圖，但《螢火蟲之墓》在日後仍被認為是反戰電影，對此高畑表示「沒有辦法」。
在進一步闡述的觀點中，高畑表示：「清太和節子兩人成功地建立了僅有彼此的封閉家庭生活，但他們拒絕與周圍的人共融，這樣的社會生活最終以失敗告終，並對當代人產生共鳴。」他特別希望藉由這兩人試圖建立家庭生活的情節，影射出社會上的一些現象，更令高中生到二十多歲的年輕一代能夠理解這點。
考慮到當時的社會是極度壓抑的，極權主義被視為合理的時代，清太試圖抵抗這樣的時代，希望與節子過著僅有彼此的「純粹家庭」，但這樣的事情是否可能呢？因為這種事情本身就不可能實現，清太最終讓節子離世。然而我們能夠批評他嗎？我們現代人之所以情感上容易與清太產生共鳴，是因為時代已經逆轉。但假如時代再次逆轉，可能會有更多人對清太表示譴責，甚至是超過那位親戚的未亡人。這種可能性讓我感到恐懼。
對於清太和節子的角色塑造，高畑稱當他看到主角清太「身為獨特的戰時國三學生」的塑造時，感到有一種莫名的吸引力，因此決定將這個短篇小說拍成電影。並解釋說，不論是動畫或非動畫的戰爭故事，都容易觸動人心，令人熱淚盈眶。年輕人常常會對戰爭時期的人們抱持崇高和優越的感覺，進而產生自卑情結，認為自己與這些人無關。高畑認為這種觀念需要被打破。在原作者野坂問起電影中的角色是否「玩得開心」時，高畑勳回答說他清楚地描繪了清太和節子過得「充實」，他們也在「享受日子」。，高畑曾表示，相較於清太，要製作節子的動畫形象更加困難，而且他之前從未描繪過五歲以下的女孩子。在他解釋中，將小說改編成電影后，節子成為了一個真實的存在，四歲的孩子通常更加堅持己見，比較自私，在這個年齡段他們會試圖按照自己的方式行事。他解釋說，雖然可以「設定一個情節，讓清太忍受不了節子」，但這對於整個故事的融入卻很困難。更強調《螢火蟲之墓》全程是以清太的視角呈現的，「即使是客觀的場面，也經過了他的感受過濾」。
美術指導山本二三曾向高畑建議在作品中注重描繪家裡柱子角落因磨損而變圓的感覺，因此著重生活的細節。然而，高畑以嚴厲的口氣回絕說「這部電影不包含人道主義」。山本後來表示，只有高畑導演能夠在描繪戰時下的悲哀時保持冷靜的視角，這正是《螢火蟲之墓》日後被視為高度藝術傑作的原因。
在製作發表會上，高畑表示「這個故事不僅僅是戰時的故事，也會延續到現代」。因此才特地安排作品的結尾場景，呈現幽靈清太和節子從山丘俯瞰現代神戶的夜景。

### 時代背景
《螢火蟲之墓》的背景涉及第二次世界大戰，但除了高畑之外，大部分主要工作人員都是相對年輕、未經歷過戰爭的一代。當山本二三收到高畑的美術監督邀請時，考慮到「瞭解當時情況的戰爭經歷者可能更能真實描繪」而婉拒。然而，高畑卻說服他們說「正因為你們未曾經歷過戰爭，所以才希望你們年輕人來做」。
在這樣開始的製作過程中，受高畑勲寫實主義志向影響，他們忠實地再現了1945年（昭和20年）當時的風景。描繪戰時下的風景成為製作團隊的一個課題，因此事先在原作者野坂昭如的指引下，在西宮市和神戶市進行了勘景。此外，製作團隊觀賞了小津安二郎導演的電影《東京物語》和《早安》，參考了昭和20年代普遍、狹小日本家屋的拍攝方式以及精湛的演技。在本作的小道具中也包含了真實存在的物品，如節子所擁有的「佐久間水果糖」和「摩瑪人偶（マーマ人形）」。高畑也表示，他曾考慮過使用非傳統的動畫製作方法，但因為「製作進度已經規劃好，電影的上映日期也確定了，工作人員也已經集結，因此沒有空間進行實驗性的嘗試」。並進一步提到他在動畫製作上遇到了困難，因為在日本動畫中，「是不允許」以逼真的方式描繪日本風景。動畫師們經常會前往外國進行研究，以了解如何描繪外國風光，但在描繪日本這一主題方面，此類研究以前並未進行過。在製作電影的同時，高畑勳還製作了幾個不同的版本，其中包括清太火化節子遺體的場景。高畑勳在這個場景上花了很多時間，試圖創造出完美的呈現。然而，這些版本最終都未完成且未使用。
劇中的神戶大空襲描寫，也是堅持著寫實主義的風格，因為高畑本人曾經經歷過1945年6月29日的岡山大空襲，所以劇中的空襲場面能夠充分體現他當時的記憶。然而，對於沒有經歷過戰爭的製作團隊成員來說，有關焚夷彈如何落下並點燃房屋等部分尤其困難。參與作畫的庵野秀明被要求在神戶港的海上閱兵場景中（清太的回憶）盡可能按照史實來描繪巡洋艦（高雄型重巡洋艦「摩耶」），他甚至精確地繪出了舷窗的數量和梯級的段數，這個逸話至今仍被傳頌。然而，在最終完成的電影中，由於是在夜晚的港口裡、出現的船隻用朦朧黑影的方式帶過，使巡洋艦的所有細節都被塗抹成了影子，令庵野的努力成為了徒勞。
此外，在空襲場景中登場的B-29轟炸機的尾部標記「Z」屬於配置在塞班島的第500轟炸大隊第883飛行隊的一架機，但機身編號為6架的B-29中，能夠確認的機身編號分別是「41」（綽號為「我的自尊與榮耀」）、「42」（綽號為「脊柱鞋」）、「44」（無綽號）、「47」（無綽號）、「50」（綽號為「奇特的細節」）和「51」（綽號為「尾風」）。高畑在描繪這個場景時徹底地調查B-29從何方向侵入神戶等細節，展現了現實主義的強烈執著。
然而，在實際的歷史事實中，該日出撃的是「41」（我的自尊與榮耀）機、「42」（脊柱鞋）機、「50」（奇特的細節）機和「51」（尾風）機，而「44」機則在1944年11月29日的東京夜間空襲中獨自進入東京市區後失去行蹤，機長哈羅德·M·漢森上尉和其他11名機組人員戰死，其後此機的編號成為空缺，而「47」機則未出撃。在隔兩天的6月7日的大阪大空襲中，「47」機也參與了出撃。
值得一提的是，在6月5日的神戶大空襲中，有530架B-29參與了空襲，而日本陸軍航空隊飛行第111戰隊的五式戰鬥機則對B-29進行了13次攔截，報告中表示擊落了5架B-29並擊毀了6架。根據美軍的記錄，有11架B-29被損失，其中3架被日本軍戰鬥機擊落，3架被日本軍高射砲擊落，3架被戰鬥機和高射砲聯合擊落，1架因損傷嚴重在硫磺島墜毀，另有1架損失原因不明，與飛行第111戰隊的報告相符。這一天成為B-29一次出撃損失10架以上的最後一天。
根據美術監督山本的說法，在描繪空襲後清太和節子躲避的小學操場場景時，一直無法找到令人滿意的場面。他向高畑請教後，得到了黒田三郎的詩集《小百合花》（小さなユリと）並閱讀後，腦中湧現出一種「好像在某個白日夢中」的形象。他依據這個印象來繪製了本作的校庭場景，並用乳白色將地面明亮地呈現出來，最終獲得了高畑的批准。
至於電影後半段所圍繞的防空洞：「仁手子池」（ニテコ池）也被描述為小說的「發源地」，史實中，這是野坂昭如日常洗碗和個人梳洗的地方。在太平洋戰爭的最後幾天，當時只有14歲的野坂和他的四歲義妹一起躲避戰亂尋求避難所，就在這個池塘附近的地方落腳。部分電影中的地點和背景則是以18世紀日本藝術家歌川廣重和他的追隨者埃尔热創作的風格為基礎。 埃尔热是《丁丁歷險記》的作者。電影評論家羅傑·伊伯特（Roger Ebert）審視了電影背景風格與角色動畫之間的對比。他指出，引人入勝的風景背景呈現了不尋常的細節，而角色的動畫風格則是現代日本動畫的典型，具有童稚的身體和巨大的眼睛。清太和節子的描繪使他認為，「刻意的動畫風格體現了動畫的真正目的，即通過簡化現實來強調思想，以再現人類生活的真實情感」。

### 清太與節子的幽靈

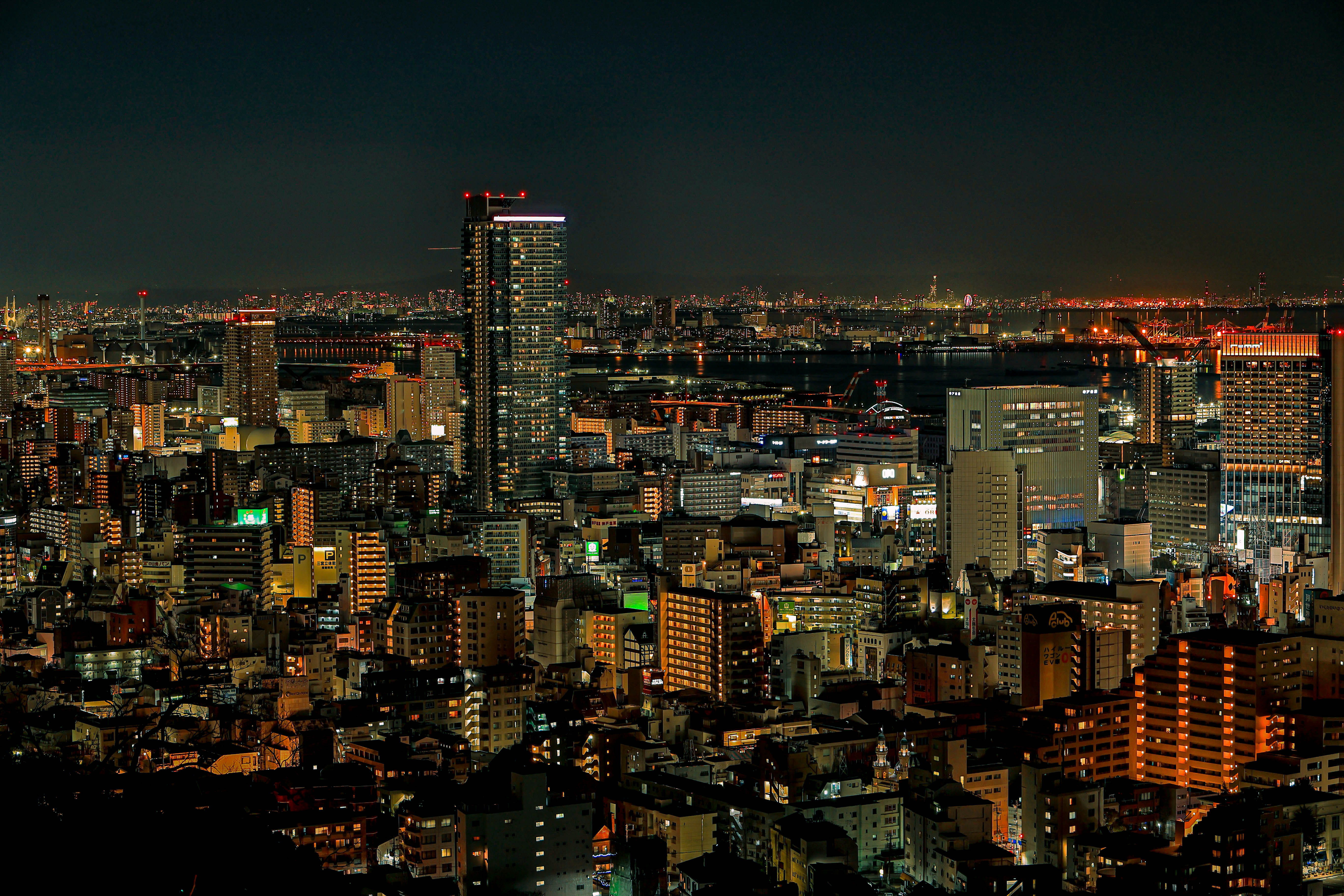
現代的神戶市景觀，在電影的結尾，清太和節子的鬼魂俯視著現代的神戶。

本作品的開場從主角的死開始，讓觀眾在一開始就得知「這部作品沒有幸福的結局」。接著，透過清太成為幽靈後採以雙重結構的方式加入了客觀的視角。透過這些手法，觀眾自然而然地站在幽靈清太和節子的角度，親眼見證兄妹在故事中的命運，以客觀的視角去觀察他們的生活。這個雙重結構的手法是高畑的創意所致。
根據美術監督山本二三表示，高畑對幽靈清太和節子的場景非常重視，在劇本階段就明確地區分了生前的清太和幽靈的清太。此外，幽靈的清太和節子從三宮車站搭電車的場景最初是按照高畑的指示以全體呈棕褐色調來描繪。然而，高畑本人對此並不滿意，認為這樣的顏色和形像不符，後來將其改為紅色，結果產生了更加強烈的印象，於是決定採用這種配色方案。色彩設計師保田道世表示，這樣做是為了使電影具有更柔和的感覺。保田道世提到這種技術在《螢火蟲之墓》之前的動畫作品中從未使用過，「這是一個挑戰」。並解釋說，棕色比黑色更難使用，因為其對比效果不如黑色明顯。
在作品中，畫面變成紅色時，表示清太和節子的幽靈出現並近距離觀看，他們不斷地回顧著自己的回憶，這部分被用紅色表現得像阿修羅一樣。然而在動畫繪本中，這一部分被大幅省略，只有在結尾時，兩人看著現代神戶的街景，暗示他們是以紅色狀態存在的幽靈。動畫繪本基本忠實地複製了電影本篇，但突然出現的台詞、行動、場景等都沒有做出解釋。

### 配音員
角色節子的選拔遵循導演的要求，希望找到一名年齡相仿且操關西方言的童星，經過試鏡，當時僅五歲的白石綾乃以一句「我是白石綾乃，5歲」而獲得注目，並創下在此之前日本動畫配音員年齡最小的紀錄。而另一負責清太配音的辰巳努當時也是接近清太年齡的十來歲少年。
製作委員會的製片人村瀨拓男表示，高畑第一次聽到白石的聲音錄音帶時，感受到了與角色節子相符的聲音，興奮地稱其為「這就是節子！」。在確定演出後，白石從經紀人那裡得到台詞指導，然後在錄音室的錄音進行時，同時完成了動畫的繪製。錄音採用了「給予演員發聲的時機、重音和呼吸，並將其融入動畫製作中」的方式，體現了高畑對此的用心
由於白石當時年紀尚幼，對台詞的意思理解不深，錄音開始時無論場景或台詞內容，他只是努力地用元氣滿滿的聲音發聲。因此，製作人員故意在除了明亮場景以外的場合，讓白石多次重複相同的台詞，直到她的聲音疲累無力，然後才能錄得滿意的一次。因此，以上所述的節子的台詞，幾乎每次都錄了20到30次。因此在錄音時，白石偶爾會哭泣，但此時飾演清太的辰巳努會自然地安慰她，這一幕使製作人員評價道「真像真正的兄妹一樣」。
回顧拍攝本作的錄音，辰巳表示：「得益於那孩子（白石），做起來輕鬆多了。也許是因為他的聲音，最後在節子快要死去的時候，我不知不覺地就發出了真誠的台詞」。
参与该片演出数年后，白石綾乃在小学生时期曾在朝日放送的电视剧《部长刑事》其中一集客串，此外没有任何公开活动，亦无从知晓目前动向。Ravex知名音乐家DJ Tomoyuki Tanaka曾经在2009年10月于一居酒屋中与其相遇，似乎目前已经退出演艺界，回归普通人生活，并育有一子。

## 製作人員
| 主要 |
| --- |
| - 原作：野坂昭如 - 導演、編劇：高畑勳 - 執行製作・電影企劃：佐藤亮一 - 製作人：原徹 - 音樂：間宮芳生 - 製作動畫室：吉卜力工作室 |

| 畫面 |
| --- |
| - 作畫監督、角色設計：近藤喜文 - 作畫監督輔助、畫面格式佈局：百瀨義行 - 作畫監督助手：保田夏代 - 原畫：石井邦幸、羽根章悦、森友典子、大谷敦子、河内日出夫、小田部羊一（以奥山玲子筆名）、山内昇壽郎、高野登、木上益治 高坂希太郎：岡田敏靖、櫻井美知代、酒井明雄、石黑育、小川博司、賀川愛、梅津泰臣、庵野秀明、才田俊次、大關紀子 |

| 動畫 |
| --- |
| - 動畫繪製：吉野高夫、堀内博之、神原、原佳壽志、平田英一郎、金子昌司、辻繁人、鍵島仁史、柴田志朗、成田達司 栗田務、稻田浩、高野亞子、小須田、川原良江、西戶、片山雄一、鈴木、河内由美、入江篤 山田、太田世彦、佐藤伸子、本橋明美、藤本真弓、小川祐子、佐久間敬子、反田誠二、飯沼卓也、大内正彦 齊藤百合子、西山映一郎、田邊修、木田葉子、井坂純子、長岡、武井智子、塩原智惠子、江野澤柚美、米山幸子 福土多鶴子、古澤英明、嘉村弘之、佐藤文、牧孝雄 - 協助動畫室：動畫工房、Dragon Production、Group Linus、OH!Production、Studio Jam、Studio Pokke - 動畫檢查：尾澤直志、矢吹英子 |

| 美術 |
| --- |
| - 美術監督：山本二三 - 美術助手：久村佳津 - 背景：小關睦夫、平田秀一、菱山徹、樋口法子、田村盛揮、金箱良成、中座洋次、橋爪、須藤榮子、平川榮治、伊奈淳子 |

| 色彩 |
| --- |
| - 色彩設計：保田道世 - 上色：古谷由美、松下友紀子、大武恭子、岩切紀親、西牧道子、高橋直美、波部真由美、渡邊信子、町井春美、久保田滝子 田原、淺井美穂子、高木夕紀、七海礼子、石田君江、設樂久子、原田德子、山口子、大野惠津子、佐久間芳美、阿部穗美 中田信子、市川由美子、佐久間多惠子、米井、宮川、青木利榮、堀井子、吉川孝男、平井静子 佐野信子、五十嵐信子、志岐和惠、町田千惠子、伊勢田美千代、青沼麗子、柴田美知子、佐藤英子、平沼和枝、中山伊久江 豊永真一、別部真奈美、服部由美、完甘幸隆、小菅勉、五十嵐淳子、細谷明美、安井理繪、齊藤冨美子、高砂芳子、吉川潤子 - 上色協助：Bobby企劃、Cell Aerts Stduio、Dragon Production、IM Studio、SHAFT、Studio Angel、Studio DEEN Studio killy、Studio OZ、Studio TomCat、Studio 九魔、Studio 古留美、Trace Studio M、童夢舎 - 上色檢査：小川典子、柏倉由里子 |

| 畫面攝影 |
| --- |
| - 撮影監督：小山信夫 - 撮影：AnimeFilm 岡崎英夫、小澤次雄、影山篤志、伊藤真司、谷口直之、阿部雅司、大地丙太郎 - 特殊效果：谷藤薰兒 |

| 音效錄製 |
| --- |
| - 音響監督・音響演出：浦上靖夫 - 音響效果：大平紀義、伊藤道廣（E&M Planning Center） - 錄音：大城久典 - 錄音製作：AUDIO PLANNING U - 錄音室：APU MEGURO STUDIO |

| 其它 |
| --- |
| - 標題：高具秀雄、田上淑子 - 剪輯：瀨山武司 - 剪輯助手：足立浩 - 制作擔任：上田真一郎 - 制作專案：押切直之 - 制作進行：田中千義、神村篤、志茂文彥、森田吾朗、西桐共昭 - 演出助手：須藤典彦 - 影像處理：東京現像所 - 技術協助：村尾守(株式會社西Duplo)、齊藤芳郎 道家正則(株式會社Stack)、森幹生(極東Continental株式會社) - 音樂製作：德間 Japan Communications |

| 新潮社《螢火蟲之墓》製作委員會                                                               |
| -------------------------------------------------------------------------------------------- |
| - 佐籐俊一、佐籐誠信、佐佐木憲二、八木研次郎、新田哉、柴田靜也、荒井忠彥、初見國興、村瀨拓男 |

## 音樂
電影的音樂由間宮芳生作曲。除了原聲帶外，還包含了女高音歌手亞蜜莉塔·加利-庫爾奇演唱的歌曲《甜蜜的家》。電影的對話部分也是原聲帶的一部分，因為音樂和對話從來沒有被分開。間宮同時也是巴洛克和古典音乐的專家。
在一次有關音樂的採訪中，間宮芳生表示他創作音樂的初衷是為了鼓勵和平。《螢火蟲之墓》中的歌曲以及間宮芳生的其他作品，如小夜曲第三號《胚》（Serenade No.3 "Germ"），都表達了這一主題。

### 插入曲
- 《甜蜜的家（英语：Home Sweet Home）》

作詞：尊·侯活·披 / 作曲・編曲：亨利·毕晓普 / 歌：亞蜜莉塔·加利-庫爾奇 / 日本版發行商：日本索尼音樂娛樂
美國民謠，動畫採用為義大利女高音歌手庫爾奇翻唱的版本（1928年5月錄音）。在劇中，清太居住的防空洞，位於池塘對岸別墅的女兒們久違地回到家，他們在留聲機上播映了這首歌曲。故事中，當音樂繼續播放時，場景轉變，呈現了節子生前在洞穴外玩耍和做家務的情景。
劇中曲：
- 《山上的杉木之子（日语：お山の杉の子）》

作詞：吉田泰芙子、補作詞：佐藤八郎、作曲：佐佐木優優
1944年發表的歌曲。清太在姑姑家度過的一幕中，在自己的臨時寄宿處，帶著節子前往海邊的場景中，這首歌曲被播放。
- 《匆忙的理髮師（日语：あわて床屋） 》

作詞：北原白秋、作曲：山田耕筰
1923年發表的童謠，節子在海灘上看到小螃蟹時，唱著這個歌曲的擬聲詞「刺溜刺溜、刺溜刺溜（チョッキン、チョッキン、チョッキンナ）」模仿著螃蟹的動作。
- 《雨中（日语：あめふり）》

作詞：北原白秋、作曲：中山晋平
1925年左右發表的童謠。清太在雨天前去購買日常用品時，節子背著這首歌取，並在改編歌詞中「母親（かあさん）」一詞為「兄長（兄ちゃん）」。
- 《七個孩子》

作詞：野口雨情、作曲：本居長世
約1925年發表的童謠。清太在背著哭鬧的節子時，輕聲地唱著這首歌曲，試圖讓她止住哭聲。
- 《鯉魚旗（歌曲）（日语：こいのぼり）》

作詞：近藤宮子、作曲者不明
1931年發表的童謠，清太彈奏著姑姑家的風琴，與節子一同唱著這首歌曲。
- 《蝸牛》

1911年發表的文科省歌曲。
在池塘旁選擇防空洞居住的清太面前，節子開心地哼唱著這首歌曲。
- 《軍艦行進曲》

作詞：鳥山啓、作曲：瀨戶口藤吉
1900年發表的軍歌。 在蚊帳裡看到螢火蟲的光時，清太回想起過去在海軍艦隊閱兵時見到的父親和軍艦的場景，勇敢地唱起這首歌曲。
- 《出征兵士送行曲（日语：出征兵士を送る歌）》

作詞：生田大三郎、作曲：林伊佐緒
1939年發表的軍歌，清太和節子在偷竊農作物歸途中，與穿著國民服的中年男士相遇時，這首歌曲被播放。

### 音樂專輯

#### 印象專輯
| 曲目                           | 創作           |
| ------------------------------ | -------------- |
| 1.螢火蟲（）                   | 作曲：間宮芳生 |
| 2.章節一「夜」（）             | 作曲：間宮芳生 |
| 3.兄妹（）                     | 作曲：間宮芳生 |
| 4.不斷地戰爭空襲（）           | 作曲：間宮芳生 |
| 5.章節二「節子」（）           | 作曲：間宮芳生 |
| 6.母親（）                     | 作曲：間宮芳生 |
| 7.HOTARU（）                   | 作曲：佐藤允彥 |
| 8.河岸邊（有螢火蟲的黃昏）（） | 作曲：吉川和夫 |
| 9.微風與紅陽傘的幻想（）       | 作曲：吉川和夫 |
| 10.黑雨～夏草（）              | 作曲：吉川和夫 |

#### 原聲帶
| [ 48 ]   | [ 48 ]                                                  | [ 48 ] |
| 曲序     | 曲目                                                    | 时长   |
| -------- | ------------------------------------------------------- | ------ |
| 1.       | 節子與清太～主題曲（; Setsuko to Seita ~ Mein Taitoru） | 2:57   |
| 2.       | 平原燃燒（, Yake Nohara）                               | 6:51   |
| 3.       | 母親之死（, Haha no Shi）                               | 6:34   |
| 4.       | 初夏（, Shoka）                                         | 3:14   |
| 5.       | 池岸旁（, Ike no Hotori）                               | 2:21   |
| 6.       | 前往大海（, Umi e）                                     | 1:37   |
| 7.       | 浪花拍打（, Namiuchigiwa）                              | 1:37   |
| 8.       | 陽傘（, Higasa）                                        | 2:26   |
| 9.       | 櫻樹下（, Sakura no Shita）                             | 1:31   |
| 10.      | 水滴（, Doroppusu）                                     | 2:13   |
| 11.      | 搬家（, Hikkoshi）                                      | 2:17   |
| 12.      | 兄妹（, Keimai）                                        | 2:15   |
| 13.      | 螢火蟲（, Hotaru）                                      | 4:12   |
| 14.      | 螢火蟲之墓（, Hotaru no Haka）                          | 1:46   |
| 15.      | 夕陽（, Yūyake）                                        | 0:53   |
| 16.      | 修羅（, Shura）                                         | 3:08   |
| 17.      | 悲歌（, Hika）                                          | 3:12   |
| 18.      | 兩個人～終曲（, Futari ~ Endo Taitoru）                 | 8:52   |
| 总时长： | 总时长：                                                | 58:13  |

### 動畫文宣
- 想活下去的4歲與14歲兄妹──由糸井重里提供。
- 為您獻上被我們遺忘的故事──與同日上映的《龍貓》共用的文宣標語。

## 主題
亞歷克斯·杜多克·德·維特在關於這部電影的書中，將《螢火蟲之墓》稱為「不尋常的個人改編」，由於高畑勳在戰爭期間經歷了類似的經歷。他指出電影在開頭描繪孩子們成為幽靈的部分，與野坂昭如的短篇小說有顯著的偏離，後者直接以孩子們在空襲中失去母親為開始。
由於電影所描繪的時代背景及悲劇性的結局，一些西方評論家認為《螢火蟲之墓》是一部反戰電影，因為它以圖文並茂、感情真切的方式，描繪了戰爭對社會及其中個人的惡性後果。該電影幾乎完全關注戰爭導致的個人悲劇，而不是試圖將其浪漫化成國家之間的英勇鬥爭。它強調戰爭是社會未能履行其最重要職責的失敗，即保護自己的人民。不過進館電影中提供有關戰爭背景的資訊很少，這讓高畑勳擔心政治家可能會輕易地利用這一點，聲稱需要藉由「戰鬥」來避免這樣的悲劇。他對其他類似作品中描繪的苦難，是否真能阻止侵略持懷疑態度，例如《赤腳阿元》。然而，高畑本人本身屬於反戰的倡導者，堅定支持日本憲法第9條，並公開批評日本對服從的傾向，使其成為對抗其他國家的工具。他表示，每當年輕人被告知要遵從時，他感到絕望和焦慮，這是對該國本質上沒有改變的提醒
電影中的螢火蟲被描繪成多種主題的象徵，例如兒童的幽靈、燃燒城鎮的火焰、日本士兵、戰爭的機械，以及通過大自然的再生。並藉由螢火蟲來視覺化描繪致命和美麗的意象，例如火焰彈和。高畑選擇在標題中使用同義的「火垂」、而不是常用的或，被解釋為代表了日本木製房屋的大規模焚燒。評論家小丹尼斯·H·福島（Dennis H. Fukushima, Jr.）認為這個標題的修改，是為了強調美與毀滅之間的相似之處，引用了螢火蟲、M-69焚燒彈、海軍艦艇、城市燈光和人類精神之間的關係。
在《想像日本戰爭》一書中，大衛·斯塔爾（David Stahl）和馬克·威廉姆斯（Mark Williams）對這部電影給予了讚揚，因為它沒有強調日本的受害者角色，而是勇於承擔在戰爭暴行中所扮演的責任。他們解釋說，清太這個角色體現了為治愈歷史創傷和受害而努力，因為正是他的民族主義自豪感和自私自利，最終導致了妹妹的死亡。

## 評價
| 媒體           | 累積評分 |
| -------------- | -------- |
| AllMovie       | [ 53 ]   |
| MUBI           | 8.8/10   |
| 爛番茄         | 100/100  |
| 網路電影資料庫 | 8.5/10   |
| 豆瓣           | 8.7/10   |

《螢火蟲之墓》在各界評論獲得廣泛好評，根據評論聚合網站爛番茄的統計，43位影評人中有100%對該片持正面評價，平均評分為9.30。該網站的共識評價是：「《螢火蟲之墓》是一部極其悲傷的反戰電影，是吉卜力工作室中最令人深省、最令人陶醉的作品之一。」。Metacritic使用加權平均值，根據16位影評人的評論，給予該片94分（滿分100分），表示「普遍讚譽」。
在日本，家庭影片發行版的《螢火蟲之墓》銷售了40萬份，每份售價至少4935日圓，總銷售額至少達19.74億日圓。

### 日本評價
《螢火蟲之墓》的作者野坂昭如表示，有許多人提出將他的短篇小說改編成真人電影的邀約。野坂認為「要呈現故事的背景，那片貧瘠、焦土般的土地是不可能做得到的」。他還指出現代的兒童無法真實地演繹故事中的角色。最初，野坂對於動畫版的提議感到訝異，但在看到分鏡板後，他得出結論：「除了動畫之外，無法用其他方式來呈現這樣的故事，並對稻田和城市風貌的真實描繪感到震撼。」
電影導演黑澤明對這部電影讚譽有加，並將其視為自己最喜愛的吉卜力作品。他寫了一封讚揚信給宮崎駿，誤以為是宮崎導演了《螢火蟲之墓》。宮崎本人則稱讚該電影是高畑為自己所造的傑作，但批評認為清太的行為不符合他身為海軍上尉之子應有的行為。
電影導演和評論家水野晴郎在電視節目中評論了《螢火蟲之墓》。他稱讚電影通過對螢火蟲的描繪，來表現日本士兵的榮譽形象，以及對許多日本人曾經經歷過的令人心碎的經歷的感人描寫。排名網站Goo的讀者票選該電影的結局，為所有動畫電影中最令人沮喪的第1名。

### 海外評價
《芝加哥太陽報》的羅傑·伊伯特認為它是「最好且最具震撼力的戰爭電影之一」，並於2000年將其列入他的優秀電影清單。
該電影在《完全電影》雜誌的50部最偉大的動畫電影中排名第12位。它還在《完全電影》雜誌的「最偉大的50部第二次世界大戰電影」名單中排名第10位。 《帝國雜誌》將該電影列為「前10部令人沮喪的電影中的第6名」。 《巫師動漫雜誌》將該電影列為「北美發行的前50部動畫片」中的第19位。 
《每日星报》將該電影排名第4位，評價其為最偉大的短篇小說改編電影之一，稱其為「一次經歷——一個遊歷於人類孤獨地帶的旅程，而世界則齊聚在那裡，並且至今依然望而卻步」。《動畫新聞網》的瑟倫·馬丁在評論原版美國漫畫公司的配音版本時表示，其他角色的聲音都「非常合適」，唯獨節子的聲音聽起來並不完全像一個四歲的孩子。不幸的是，這對電影一個很大的負面因素，因為影片所傳達的哀傷至少部分依賴著配音員的詮釋」。
2018年6月，《美國今日報》將《螢火蟲之墓》評為有史以來最佳的動畫電影，排名第1位。
在觀看了《螢火蟲之墓》在《為了喚醒視線》的節日上放映後，悖論電影的負責人讓-雅克·瓦雷意識到他必須在法國發行這部電影。儘管《螢火蟲之墓》在兩家巴黎藝術院院線上映獲得一般反應。然在之後悖論電影將電影透過錄影帶發行，以及登上串流服務Canal+播映。

### 榮譽
| 年份   | 部門                 | 名單             | 入圍者 | 結果 |
| ------ | -------------------- | ---------------- | ------ | ---- |
| 1989年 | 藍絲帶獎             | 特別獎           | 高畑勳 | 獲獎 |
| 1994   | 芝加哥國際兒童電影節 | 最優秀動畫電影獎 | 高畑勳 | 獲獎 |
| 1994   | 芝加哥國際兒童電影節 | 兒童權利獎       | 高畑勳 | 獲獎 |

- 第1屆莫斯科兒童青少年電影節大獎
- 日本文化署優秀電影
- 日本天主教電影大獎
- 國際兒童青少年電影部門獎

## 雜談

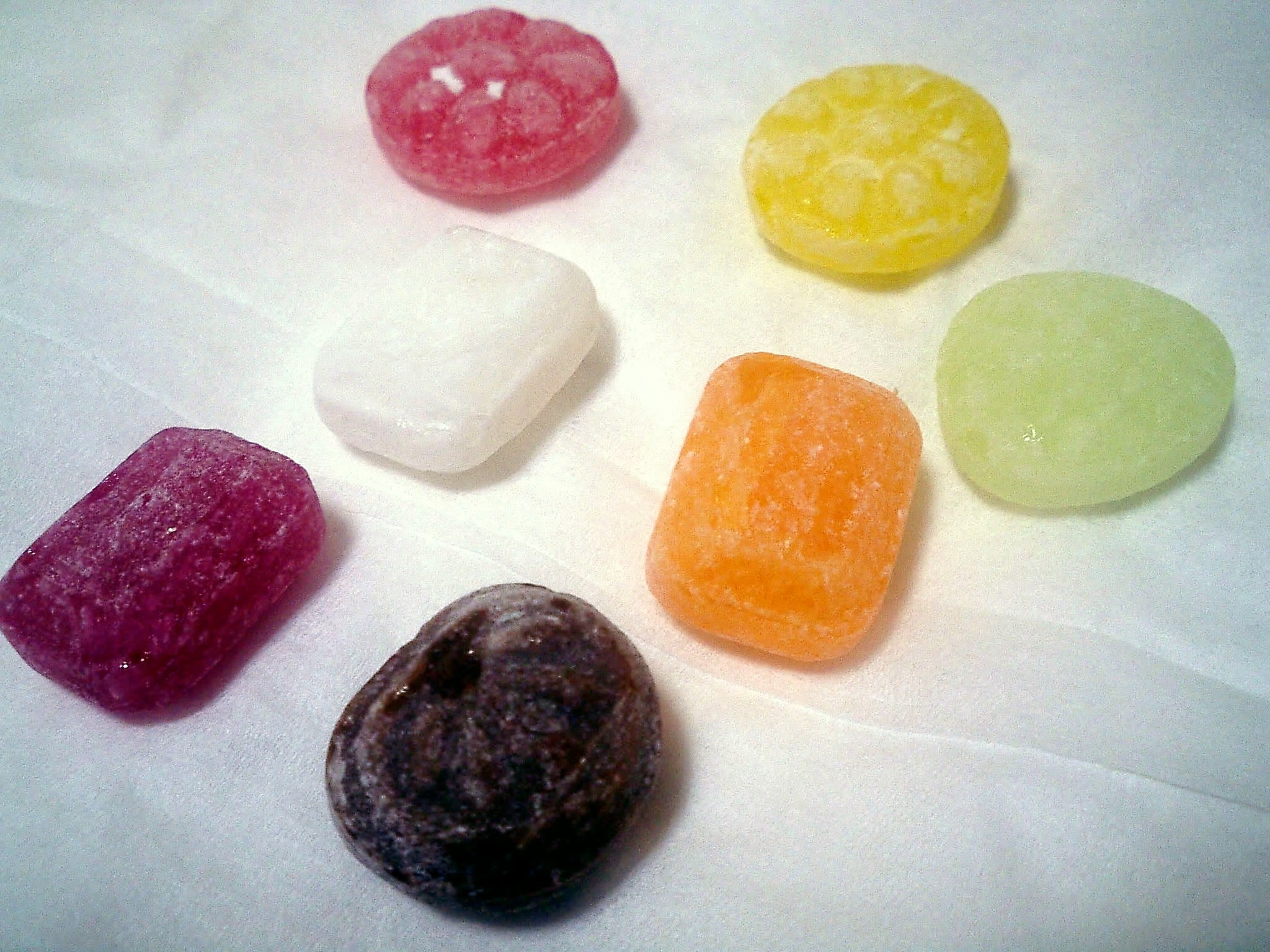
佐久間公司的七味水果糖

- 劇中節子所珍藏的水果糖，曾在2003年由佐久間糖果公司（サクマ製菓株式會社）推出復刻版並發售。[73][74]該百年老店始創於1908年，二次世界大戰時受損停業，1948年復工；2022年因疫情期間原料與能源通膨、營業額下滑與新興糖果競爭虧損而訂於12月停產、2023年1月20日停止營運。該款糖果亦因絕版缺貨，市場價格翻高15倍。[75][76]
- 因《螢火蟲之墓》與《龍貓》在日本是採用兩片聯播的方式上映，當時曾有觀眾先看完歡樂氣氛的《龍貓》後、接著觀賞下一場劇情沉重的《螢火蟲之墓》時，受不了情緒上的落差而哭到虛脫要召救護車送院[77]。
- 此動畫的作畫監督近藤喜文為高畑勳及宮崎駿有多年交情、作畫功力極佳的老同事，在高畑與宮崎分別開始製作《螢火蟲之墓》、《龍貓》時皆想把近藤納入自己的製作班底中，之後高畑勳透過鈴木敏夫的私下協調，得以成功羅致近藤喜文加入[78]。當宮崎駿從鈴木敏夫那兒得知近藤喜文加入《螢火蟲之墓》的製作團隊後，隔天還向鈴木表示「我夢到揍了近藤」[79]。
- 電影導演黑澤明觀賞《螢火蟲之墓》動畫時誤認為是宮崎駿的作品，並寫了一封鼓勵的信給他，讓當時收到信的宮崎一臉錯愕[80]。
- 後續日本電視台在播放此片時，曾選擇在8月22日（故事中節子的忌日）或9月21日（故事中清太的忌日）播出。
- 在韓國，本片受到了「戰爭的加害者妄圖把自己包裝成受害者」這般洋溢著反日情緒的批評；2005年時本片在韓的院線上映，就因此受到抵制而一直順延至2014年。

### 引用
1. ↑  . The A.V. Club. 2018-04-06  [2023-03-21]. （原始内容存档于2023-08-05） （英语）.
2. ↑  Ebert, Roger. . rogerebert.com/.   [24 November 2020]. （原始内容存档于2013-05-08） （英语）.
3. ↑  . Time Out London.   [24 November 2020]. （原始内容存档于2021-12-07） （英语）.
4. 1 2 3 4 5 6 7 8 9 10 11 12 13 14 15 16 17 18 19 20 21 22 23  週刊現代2022年8月27日号「熱討スタジアム」第442回・映画「火垂るの墓」を語ろうp138-141
5. ↑  叶精二『宮崎駿全書』フィルムアート社、2006年、p113
6. ↑  叶精二『宮崎駿全書』フィルムアート社、2006年、p123
7. 1 2  ：97頁
8. ↑  ：98頁
9. ↑  ：100頁
10. ↑  鈴木敏夫『映画道楽』ぴあ、2005年、p101-p102
11. ↑  . thediplomat.com.   [2023-03-21]. （原始内容存档于2023-04-01） （美国英语）.
12. 1 2  高畑勲「『火垂るの墓』から、はや二十四年」『アニメーション、折にふれて』岩波書店、2013年、pp.122 - 126（初出は『百瀬義行 スタジオジブリワークス』一迅社、2011年）
13. ↑  鈴木敏夫『映画道楽』ぴあ、2005年、p107-p108
14. ↑  鈴木敏夫「出会ってから40年。高畑さんとは本当に不思議な関係だったと思います」『電影旬報』2018年6月上旬特別号、キネマ旬報社、pp.14 - 17（取材・構成：金澤誠）
15. ↑  宮崎駿在《魔女宅急便》公開上映時於電視上的發言。
16. ↑  . 株式会社スタジオジブリ.   [2022-10-22]. （原始内容存档于2023-09-23）.
17. 1 2  . ITmedia（2020年1月20日作成）.   [2020年1月21日]. （原始内容存档于2022年10月24日）.
18. ↑  . TechCrunch（2019年10月18日作成）.   [2020年1月21日]. （原始内容存档于2022年2月26日）.
19. ↑  . 日本経済新聞（2020年1月20日作成）.   [2020年1月21日]. （原始内容存档于2023年4月4日）.
20. ↑  . GAME Watch. 2020-06-24  [2020-06-26]. （原始内容存档于2023-04-04）.
21. ↑  Cusseau, Clément.  [w眾人皆為此部電影哭泣，它終於在Netflix上映了！]. 法國勒瓦盧瓦-佩雷: AlloCiné. 2024-09-16  [2025-02-07] （法语）.
22. ↑  『スタジオジブリ作品関連資料集II』スタジオジブリ
23. ↑  .   [2023年7月25日]. （原始内容存档于2023年7月25日）.
24. ↑  『アニメージュ』1988年5月号に掲載インタビュー
25. ↑  高畑勲『映画を作りながら考えたこと』（徳間書店、1991年）471頁。
26. ↑  . 德間書店. 1988-05-10.
27. ↑  . Animerica. 1994, 2 (11): 7  [4 July 2018]. （原始内容存档于4 July 2018）.
28. 1 2 3 4 5 6  . Animerica. 1994, 2 (11): 8  [4 July 2018]. （原始内容存档于4 July 2018）. Translated by Animerica from: Takahata, Isao.   [Things I Thought While Making Movies]. Tokuma Shoten. 1991. ISBN 9784195546390.
29. 1 2  . Animerica. 1994, 2 (11): 10  [4 July 2018]. （原始内容存档于4 July 2018）.
30. ↑  . Anime News Network.   [2022-03-02]. （原始内容存档于2023-07-25） （英语）.
31. ↑  2015年8月12日付朝日新聞web記事「空襲の経験、きちんと映画に　「火垂るの墓」高畑勲監督」
32. ↑  竹熊健太郎編『庵野秀明 パラノエヴァンゲリオン』太田出版、1997年、p69-p70
33. ↑  . エキサイトニュース. 2013-10-22  [2023-07-25]. （原始内容存档于2023-07-25）.
34. ↑  The 500th Bomb Group,B-29 Memorial （页面存档备份，存于） 2019年4月11日閲覧
35. ↑  小山 2018，第135頁.
36. ↑  渡辺 1982，第328頁.
37. 1 2  . archive.ebertfest.media.illinois.edu.   [2023-03-21]. （原始内容存档于2021-06-25）.
38. ↑  . archive.ebertfest.media.illinois.edu.   [2023-07-25]. （原始内容存档于2021-06-25）.
39. ↑  1988年5月号『アニメージュ』の高畑勲監督の発言、ジブリレイアウト展の音声解説より
40. ↑  ：89頁
41. 1 2  原聲帶手冊說明
42. 1 2  映画『火垂るの墓』パンフレット
43. ↑  「トトロ」Blu-ray発売で、サツキとメイが当時を回想 （页面存档备份，存于） AVウォッチ2012年7月18日
44. ↑  . Altorito.   [23 November 2014]. （原始内容存档于29 November 2014）.
45. ↑  . www.nausicaa.net.   [2022-02-05]. （原始内容存档于2023-07-25）.
46. 1 2  . music.minnesota.publicradio.org.   [2022-02-04]. （原始内容存档于2023-07-25）.
47. ↑  . Amazon.co.jp.   [2013年8月17日]. （原始内容存档于2020年11月2日） （日语）.
48. ↑  . Amazon.co.jp.   [2013年8月17日] （日语）.
49. ↑  Dudok De Wit, Alex. . BFI. 2021.
50. ↑  Takahata, Isao.  [The Truth Behind History <47> To Prevent Repeating Mistakes]. Kanagawa Shimbun. 1 January 2015  [29 February 2016]. （原始内容存档于6 March 2016）.
51. 1 2  Goldberg, Wendy. . Mechademia. 2009, 4 (1): 39–52. ISSN 2152-6648. S2CID 122517858. doi:10.1353/mec.0.0030.
52. ↑  Stahl, David C., and Mark Williams. “Victimization and “Response-ability”: Remembering, Representing, and Working Through Trauma in Grave of the Fireflies.” Imag(in)ing the War in Japan: Representing and Responding to Trauma in Postwar Literature and Film. Leiden: Brill, 2010. N. pag. Print.
53. ↑  allmovie, ,   [2023-07-25], （原始内容存档于2023-07-25） （英语）
54. ↑  ,   [2023-07-25], （原始内容存档于2023-07-25） （英语）
55. ↑  Takahata, Isao; Shiraishi, Ayano; Yamaguchi, Akemi, , Shinchosha Company, Studio Ghibli, 1989-07-26  [2023-07-25], （原始内容存档于2023-08-27）
56. ↑  ,   [2024-09-14], （原始内容存档于2024-09-14） （中文（中国大陆））
57. ↑  . Rotten Tomatoes. Fandango Media.   [March 11, 2023]. （原始内容存档于January 25, 2016）.
58. ↑  . Metacritic. CBS Interactive.   [July 11, 2020]. （原始内容存档于April 21, 2018）.
59. ↑  日経BP社技術研究部 『進化するアニメ・ビジネス―世界に羽ばたく日本のアニメとキャラクター』日経BP社、2000年、47頁。ISBN 4822225542
60. ↑  . クラウン徳間ミュージックショップ.   [25 February 2020]. （原始内容存档于2023-07-25） （日语）.
61. ↑  Wit, Alex Dudok de. . Bloomsbury Publishing. 8 April 2021: 103  [31 March 2022]. ISBN 978-1-83871-925-8.
62. ↑  ,   [2023-07-25], （原始内容存档于2023-04-08） （中文（中国大陆））
63. ↑  . Anime News Network. 2023-07-25  [2023-07-25]. （原始内容存档于2023-04-22） （英语）.
64. ↑  Ebert, Roger. . Rogerebert.   [2023-07-25]. （原始内容存档于2013-05-08） （英语）.
65. ↑  Kinnear, Simon. . Total Film. Future Publishing. 10 October 2011  [23 November 2012]. （原始内容存档于21 November 2012）.
66. ↑  Davies, Adam Lee; Calhoun, Dave; Fairclough, Paul; Jenkins, David; Huddleston, Tom; Tarantino, Quentin. . Time Out London.   [24 February 2012]. （原始内容存档于21 February 2012）.
67. ↑  Braund, Simon. . Empire. 2 April 2009  [22 November 2012]. （原始内容存档于16 November 2012）.
68. ↑  UMJAMS Anime News. . Anime News Network. 6 July 2001  [2 February 2014]. （原始内容存档于2 April 2014）.
69. ↑  Bari, Mehrul. . The Daily Star. 2021-06-13  [June 20, 2021]. （原始内容存档于June 15, 2021）.
70. ↑  Stockdale, Charles. . USA TODAY.   [2021-08-31]. （原始内容存档于2020-11-02） （美国英语）.
71. 1 2  . www.buta-connection.net.   [2023-03-21]. （原始内容存档于2023-03-16）.
72. ↑  ,   [2023-03-21], （原始内容存档于2023-03-16） （美国英语）
73. ↑  . 佐久間製菓有限公司.   [2011-11-26]. （原始内容存档于2009-03-04）.
74. ↑  無食はつらいよチャンネル.  [Sakuma糖果重製版]. 2009年2月26日  [2022年11月24日]. （原始内容存档于2022年11月26日） –Youtube （日语）.
75. ↑  . 雅虎新聞. 2022年11月16日  [2022年11月24日]. （原始内容存档于2022年11月27日）.
76. ↑  為什麼研究所. . 2022年11月12日  [2022年11月25日]. （原始内容存档于2022年11月26日） –Youtube.
77. ↑  ：72頁
78. ↑  ：106頁
79. ↑  ：107頁
80. ↑  出自鈴木敏夫的廣播節目《汗流挾背的吉卜力》裡頭發言。